# Octotemnus
Octotemnus is een geslacht van kevers in de familie houtzwamkevers (Ciidae).

## Soorten
- O. aculeatus Kawanabe, 2003
- O. diabolicus (Pic, 1916)
- O. dilutipes (Blackburn, 1891)
- O. glabriculus (Gyllenhal, 1827)
- O. hebridarum Blair, 1941
- O. japonicus Miyatake, 1954
- O. laevis Casey, 1898
- O. laminifrons (Motschulsky, 1860)
- O. mandibularis (Gyllenhal, 1813)
- O. michiochujoi Kawanabe, 2005
- O. mindanaonus Chûjô, 1966
- O. omogensis Miyatake, 1954
- O. opacus Mellié, 1849
- O. palawanus Chûjô, 1966
- O. parvulus Miyatake, 1954
- O. pilosoceps Kawanabe, 2003
- O. punctidorsum Mitatake, 1954
- O. quadridentatus (Pic, 1916)
- O. robustus Kawanabe, 2003
- O. testaceus (Pic, 1916)
- O. walkeri Blair, 1940